# Saint-Quentin-la-Chabanne
 Saint-Quentin-la-Chabanne  là một xã thuộc tỉnh Creuse trong vùng Nouvelle-Aquitaine miền trung nước Pháp.